# EarthDATAsafe

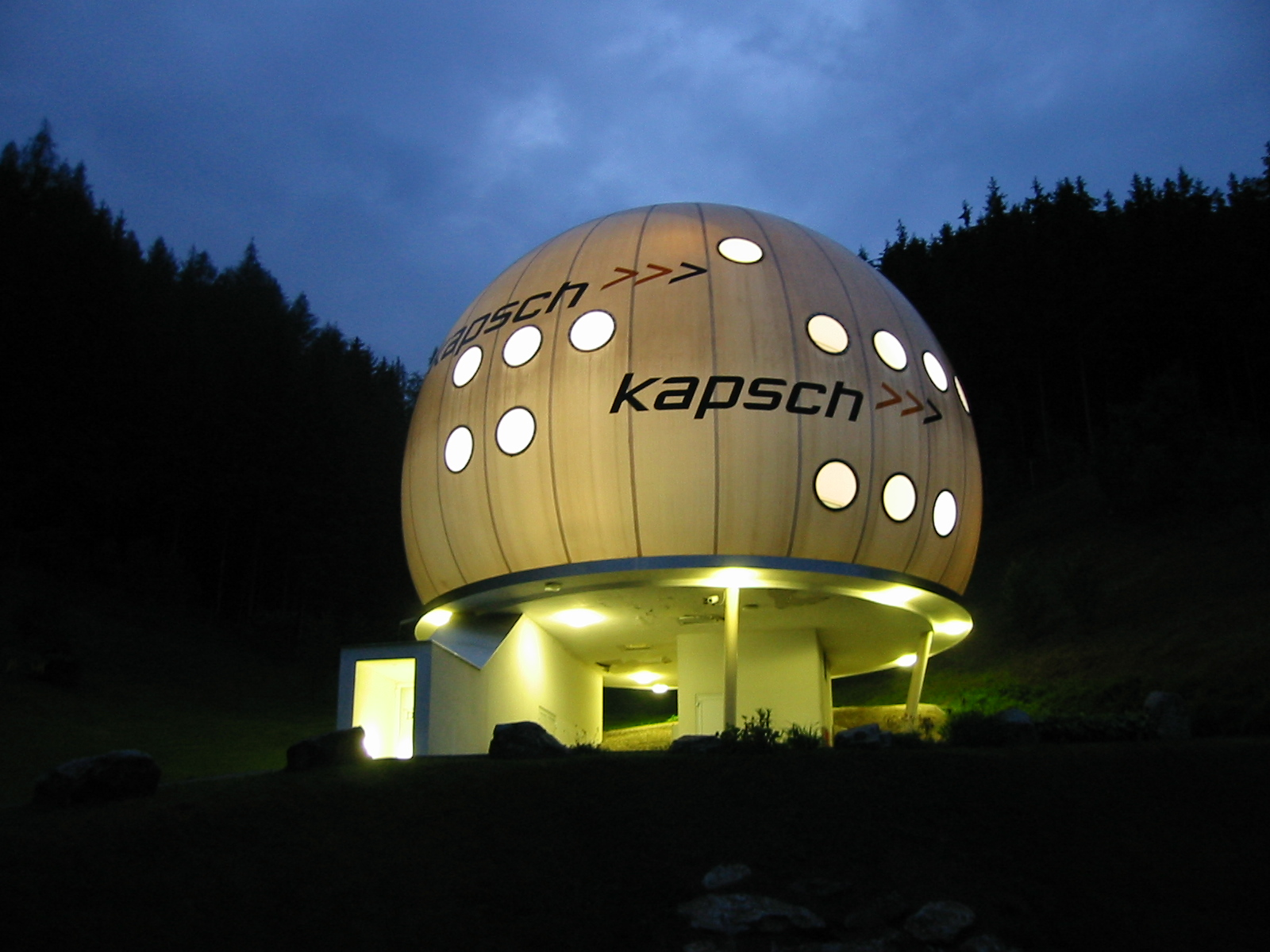
earthDATAsafe-Hauptgebäude über der Erde

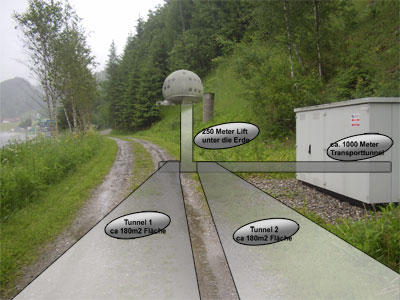
Bunker-Komplex unter der Erde (seitliche Ansicht)

Der earthDATAsafe ist ein unterirdisches Hochsicherheitsrechenzentrum im österreichischen Kapfenberg, das von der CANCOM Austria betrieben wird. Es dient zur sicheren Speicherung sensibler Firmendaten, um auf diese im Ernstfall (beispielsweise im Falle eines lokalen Server-Ausfalls) dennoch zugreifen zu können. Aufgrund der idealen geographischen Position (bis zu 250 m unter der Erde) sowie durch zahlreiche Schutzmaßnahmen kann hierbei von einer mehr als hochverfügbaren Datensicherheit gesprochen werden. Das Rechenzentrum ist SunTone-zertifiziert (ITIL-konform) und auf Archivierung und sicheren Systembetrieb spezialisiert.

## Geschichte
Das heutige earthDATAsafe-Hauptgebäude befindet sich direkt über einem 1943 bis 1944 unter dem Decknamen „SYENIT“ erbauten Luftschutzbunkerkomplex der Firma Böhler-Edelstahl. Die Firma Böhler war zur Weltkriegszeit der größte Stahlerzeuger der damaligen Ostmark und stellte zahlreiche Bauteile für Kampfflugzeuge, Panzer und Ähnliches her. Sie war daher mitunter Angriffsziel der alliierten Bomberverbände. Um sich vor diesen Angriffen zu schützen, errichtete der Böhler-Betrieb einen Bunkerkomplex, um, neben dem Schutz der Angestellten, auch die gesamte Produktion dorthin verlagern zu können. Dazu kam es aber nie. Das Stollensystem bestand aus vier Arbeits- und vier Transportstollen mit einer Gesamtlänge von 1150 Metern und einer Grundfläche von 4650 m². Seit 2003 ist dort earthDATAsafe beheimatet.
Die ursprüngliche Errichtung des earthDATAsafe erfolgte durch DaimlerChrysler Computing Services GmbH (DCCS) und wurde im Jahr 2003 begonnen. Nach 11 Monaten Bauzeit nahm der earthDATAsafe im November 2003 schließlich seinen Normalbetrieb auf. Zum 1. Juli 2008 wurde der Betrieb des earthDATASafe durch die KapschBusinessCom AG übernommen.

## Architektur
Die Architektur des earthDATAsafe-Komplexes baut auf diesen damaligen Luftschutzbunker auf. Der gesamte Bunker wurde durch die Firma VA-Siemens mit Sicherheitsanlagen im Wert von etwa 500.000 € ausgestattet und bietet nun ca. 370 m² Stellfläche für Storage-Server, welche die Backups speichern. Dieser Stellplatz kann aufgrund der vorherrschenden Bunker-Architektur auf rund 4000 m² ausgebaut werden.
Zu den Sicherheitsmerkmalen zählen neben den zahlreichen Videokameras eine unterbrechungsfreie Stromversorgung, die neben den IT-Systemen auch die Lüftung versorgt (gespeist durch ein 315-kW-Notstromdieselaggregat mit einem 7000-Liter-Erdtank und ein 800-kW-Notstromdieselaggregat mit 11.000-Liter-Tank), Entrauchungs-Kanalsystem, Brandrauchfrüherkennung mit Volldetektion, welche einen etwaigen Kabelbrand aufgrund der Partikelerkennung bereits drei Stunden vor dem tatsächlichen Brandfall ausfindig machen können und eine Brandmeldeanlage mit Stickstoff-Löschanlage.